# NGC 6378
NGC 6378 (другие обозначения — UGC 10884, MCG 1-44-9, ZWG 55.1, PGC 60418) — галактика в созвездии Змееносец.
Этот объект входит в число перечисленных в оригинальной редакции «Нового общего каталога».
В галактике вспыхнула сверхновая SN 2006ap типа Ia, её пиковая видимая звездная величина составила 17,2.